# Потапов, Иван Николаевич
Иван Николаевич Потапов (15 ноября 1930 г., посёлок Пробуждение, Калужская область — 1993 г. Москва ) — советский и российский учёный-металлург, специалист в области теории, технологии и оборудования трубопрокатного производства. Доктор технических наук, профессор кафедры обработки металлов давлением НИТУ «МИСиС». Лауреат Государственной премии СССР, премии Совета Министров СССР.

## Биография
Иван Николаевич Потапов родился 15 ноября 1930 г. в посёлке Пробуждение Калужской области. Окончил Людиновский машиностроительный техникум (1951 г.), затем Московский институт стали и сплавов (1957 г.) по специальности «Литейное производство черных и цветных металлов». После окончания МИСиС работал на Электростальском заводе тяжелого машиностроения (1957—1961 гг.): мастером, начальником смены, а затем инженером-конструктором, участвуя в проектировании прокатных станов. С 1961 г. и до конца жизни И. Н. Потапов трудился в МИСиС — сначала обучался в аспирантуре (1961—1964 гг.), работал научным сотрудником, заведующим проблемной лабораторией, а с 1967 г. — доцентом, позже профессором на кафедре пластической деформации специальных сплавов (ПДСС), которую возглавлял П. И. Полухин. С 1978 г. доктор технических наук, профессор И. Н. Потапов заведует кафедрой обработки металлов давлением МИСиС.

## Научная и преподавательская деятельность
И. Н. Потапов является основателем научной школы МИСиС в области теории, технологии и оборудования трубопрокатного производства. Он автор около 300 научных публикаций и авторских свидетельств, среди них 10 книг, причем одна из первых крупных монографий «Новая технология винтовой прокатки» (М., Металлургия, 1975. — 344 с.) была написана в соавторстве с П. И. Полухиным. Более 20 лет работал ученым секретарем экспертного совета ВАК по металлургии, в том числе в период заведования кафедрой.

## Признание
Результаты научной деятельности И. Н. Потапова отмечены Государственной премией СССР (1972 г., «за создание и широкое внедрение новых технологических процессов и станов винтовой прокатки для производства горячекатаных труб»), премией Совета Министров СССР, он удостоен звания «Заслуженный изобретатель РСФСР», награжден орденом Трудового Красного Знамени.